# Antonov An-2

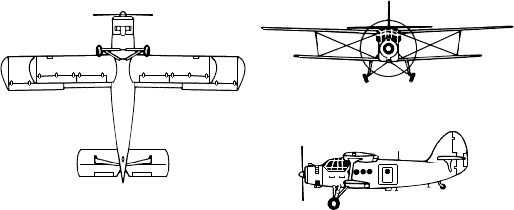
3-aanzicht van de Antonov An-2

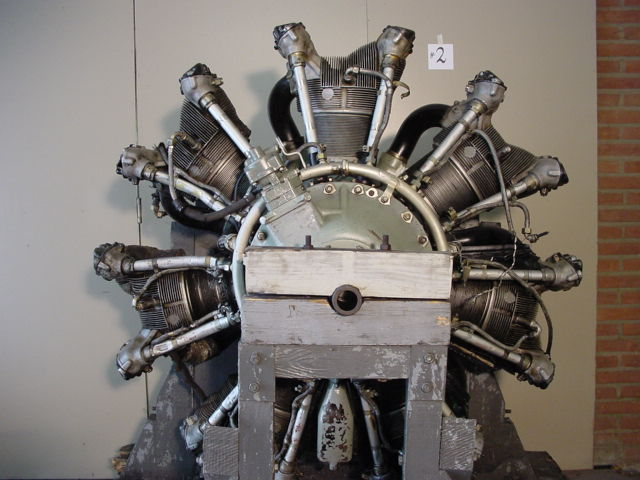
Antonov PZL-Kalisz ASz-61R 1000 pk 7 cilinder stermotor uit een An-2

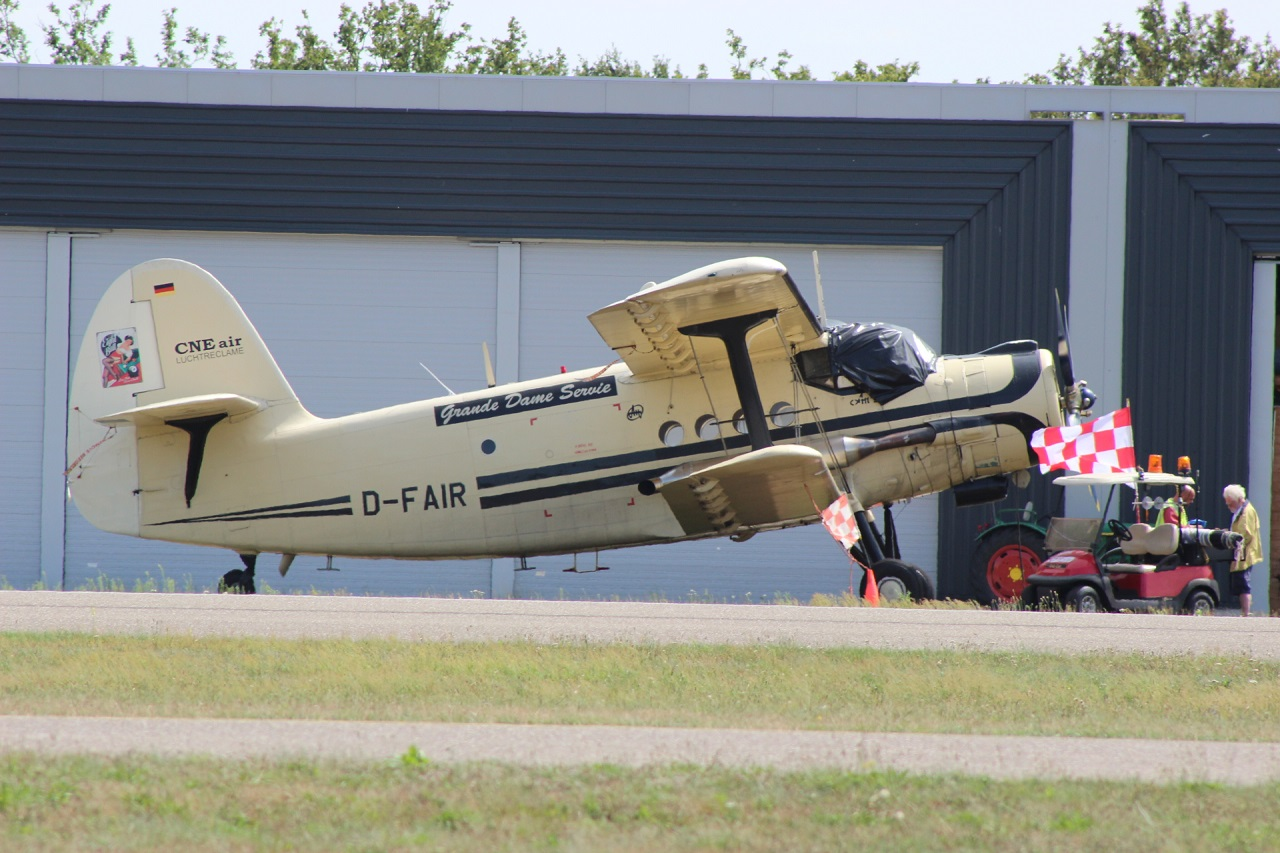
Antonov An-2 (D-FAIR) op Breda International Airport

De Antonov An-2 (Russisch: Ан-2) (NAVO-codenaam: Colt) is een toestel dat door hoofdontwerper Oleg Antonov is ontworpen. Hij schetste het ontwerp tijdens de Tweede Wereldoorlog. Na de oorlog zette Oleg het Antonov Aviation Scientific-Technical Complex op om de Antonov-tweedekker te fabriceren.
De Antonov An-2 werd in vele varianten gebouwd; er werden toestellen gebruikt voor passagiers, vracht, exploratie, ambulancedienst en landbouw. Het toestel kon uitgerust worden met wielen, ski's of drijvers. Het toestel bleek uiterst geschikt te zijn voor het harde leven in de Sovjet-Unie. Bovendien bleek het zo een succes dat het ook in andere landen zoals Polen en China in licentie gebouwd werd. Er zijn in totaal zo'n 18.000 stuks gebouwd die veelal gebruikt werden in de voormalige Oostbloklanden.
Na het uiteenvallen van de Sovjet-Unie zijn veel toestellen opgekocht door westerlingen. Ze worden gebruikt door parachutespringers en in Canada en Amerika worden ze als transportvliegtuigen gebruikt naar de wildernissen van Alaska en het hoge noorden van Canada. Ook in Nederland bevonden zich enkele vliegwaardige exemplaren van dit toestel. De Hongaars geregistreerde HA-ANI had haar thuisbasis op Texel Airport. Sinds 2003 is er een tweede Antonov 2 in Nederland te zien met registratie D-FONL, dat vanuit Teuge opereert. De firma Classic Wings, in het bezit van een vervoersvergunning vliegt met deze An-2 door heel Nederland en aangrenzende landen.
De Antonov An-2 HA-ANI die op Texel airport stond is inmiddels terug naar Hongarije, echter op Breda International Airport (EHSE) staat een andere luchtwaardige An-2 (D-FAIR) in bezit van CNE-Air.
Het toestel wordt tegenwoordig weer gemaakt door een Russische firma, die het toestel uitrust met een turbopropmotor en een nieuwe digitale cockpit. Dit toestel wordt de An-3t genoemd.